# Calatola costaricensis
Calatola costaricensis är en tvåhjärtbladig växtart som beskrevs av Paul Carpenter Standley. Calatola costaricensis ingår i släktet Calatola och familjen Icacinaceae. Inga underarter finns listade i Catalogue of Life.